# Saint-Léger-le-Petit
Saint-Léger-le-Petit är en kommun i departementet Cher i regionen Centre-Val de Loire i de centrala delarna av Frankrike. Kommunen ligger  i kantonen Sancergues som tillhör arrondissementet Bourges. År 2022 hade Saint-Léger-le-Petit 354 invånare.

## Befolkningsutveckling
Antalet invånare i kommunen Saint-Léger-le-Petit
Referens:INSEE